# Massive Addictive
Massive Addictive is het derde studioalbum van de Zweeds-Deense melodieuze-death- en powermetalband Amaranthe. Het is ook het eerste album met zanger Henrik Englund (Scarpoint), nadat de vorige zanger Andreas "Andy" Solveström de band in 2013 had verlaten.

## Tracklijst
| 1.                 | Dynamite                | 03:14 |
| 2.                 | Drop Dead Cynical       | 03:17 |
| 3.                 | Trinity                 | 03:11 |
| 4.                 | Massive Addictive       | 03:29 |
| 5.                 | Digital World           | 03:17 |
| 6.                 | True                    | 03:30 |
| 7.                 | Unreal                  | 03:36 |
| 8.                 | Over and Done           | 03:38 |
| 9.                 | Danger Zone             | 03:01 |
| 10.                | Skyline                 | 03:39 |
| 11.                | An Ordinary Abnormality | 03:28 |
| 12.                | Exhale                  | 03:43 |
| Totale duur: 41:11 |                         |       |

| 13.                | Trinity (Acoustic) | 03:20 |
| 14.                | True (Acoustic)    | 03:23 |
| Totale duur: 47:53 |                    |       |

| 13.                | 1.000.000 Lightyears (live) | 03:26 |
| Totale duur: 44:37 |                             |       |

## Artiesten en medewerkers
Bandleden
- Elize Ryd - zang, muziek, teksten
- Jake E Berg - zang, comixer, muziek, teksten
- Henrik Englund - zang
- Olof Mörck - gitaren, toetsen, coproducer, comixer, programmering mixer, producer, muziek, tekst
- Morten Løwe Sørensen - drums
- Johan Andreassen - basgitaar

Gast/sessieleden
- Elias Holmlid - toetsen op Over and Done
- Michael Vahl - additionele zang op An Ordinary Abnormally

Crew
- Jacob Hansen - producer, technicus, mixing, mastering
- Gustavo Sazes - artwork, cover art
- Jonas Haagensen - studioassistent
- Daniel Antonsson (Dimension Zero, ex-Dark Tranquillity, ex-Soilwork) - opname (gitaren)
- Patric Ullaeus - fotografie